# NGC 2623
NGC 2623 este o interacțiune de galaxii situată în constelația Racul. A fost descoperită în 19 ianuarie 1885 de către Édouard Stephan⁠(d). Se află la o distanță de 80,91 de megaparseci de Pământ.